# Жуков, Илья Васильевич
Илья Васильевич Жуков (род. 1905, дер. Скачихино) — советский государственный деятель, министр лесного хозяйства РСФСР (1949—1953).

## Биография
Член ВКП(б) с 1928 года. В 1928 г. окончил Маньковский сельскохозяйственный техникум(Смоленская губерния). В 1931 г. — аспирант Московского научно-исследовательского института агропочвоведения.
- 1928—1931 гг. — агроном Духовщинского районного земельного отдела (Западная область),
- 1931—1937 гг. — заведующий аспирантурой Московского научно-исследовательского института агропочвоведения, начальник отдела аспирантур Всесоюзной Академии Сельскохозяйственных Наук имени В. И. Ленина,
- 1937—1941 гг. — заведующий сектором сельского хозяйства СНК РСФСР, заместитель управляющего делами СНК РСФСР, секретарь Экономического Совета РСФСР,
- 1941—1945 гг. — заместитель народного комиссара государственного контроля РСФСР,
- 1945—1946 гг. — первый заместитель народного комиссара государственного контроля РСФСР,
- 1946—1949 гг. — заместитель министра государственного контроля РСФСР
- 1949—1953 гг. — министр лесного хозяйства РСФСР.

Избирался депутатом Верховного Совета РСФСР 3-го созыва.
После 1955 г. — на ответственной советской работе. На 1980 г. — советник посольства СССР в Монгольской Народной Республике.